# Syntetická biologie
Syntetická biologie (z anglického synthetic biology, jinak také inženýrská biologie) je multidisciplinární vědní obor, který aplikuje inženýrské principy na biologii s cílem efektivněji studovat základy života. Získané poznatky se rovněž využívají při vývoji moderních biotechnologií.
Syntetická biologie kombinuje disciplíny z oborů, jako jsou: biotechnologie, genetické inženýrství, molekulární biologie, molekulární inženýrství, biologie systémů, membránová věda, biofyzika, Chemické inženýrství a biologické inženýrství, elektrotechnika a výpočetní technika, řídicí technika a evoluční biologie. Syntetická biologie aplikuje tyto disciplíny na vybudování umělých biologických systémů pro výzkum, inženýrství a lékařské aplikace.